# Dibamus somsaki
Dibamus somsaki là một loài thằn lằn trong họ Dibamidae. Loài này được Honda, Ota & Hikida miêu tả khoa học đầu tiên năm 1997.